# Commelle-Vernay
Commelle-Vernay é uma comuna francesa na região administrativa de Auvérnia-Ródano-Alpes, no departamento de Loire. Estende-se por uma área de 12,41 km². Em 2010 a comuna tinha 3 077 habitantes (densidade: 247,9 hab./km²).